# 蓋耶岩
蓋耶岩（英語：Guyer Rock），是南極洲的岩石，位於葛拉漢地的法利埃海岸，處於飛集點岩以西30公里的瑪格麗特灣，在1986年由英國南極名稱諮詢委員會命名，現時由南極條約體系管理。